# 巴比倫編年史

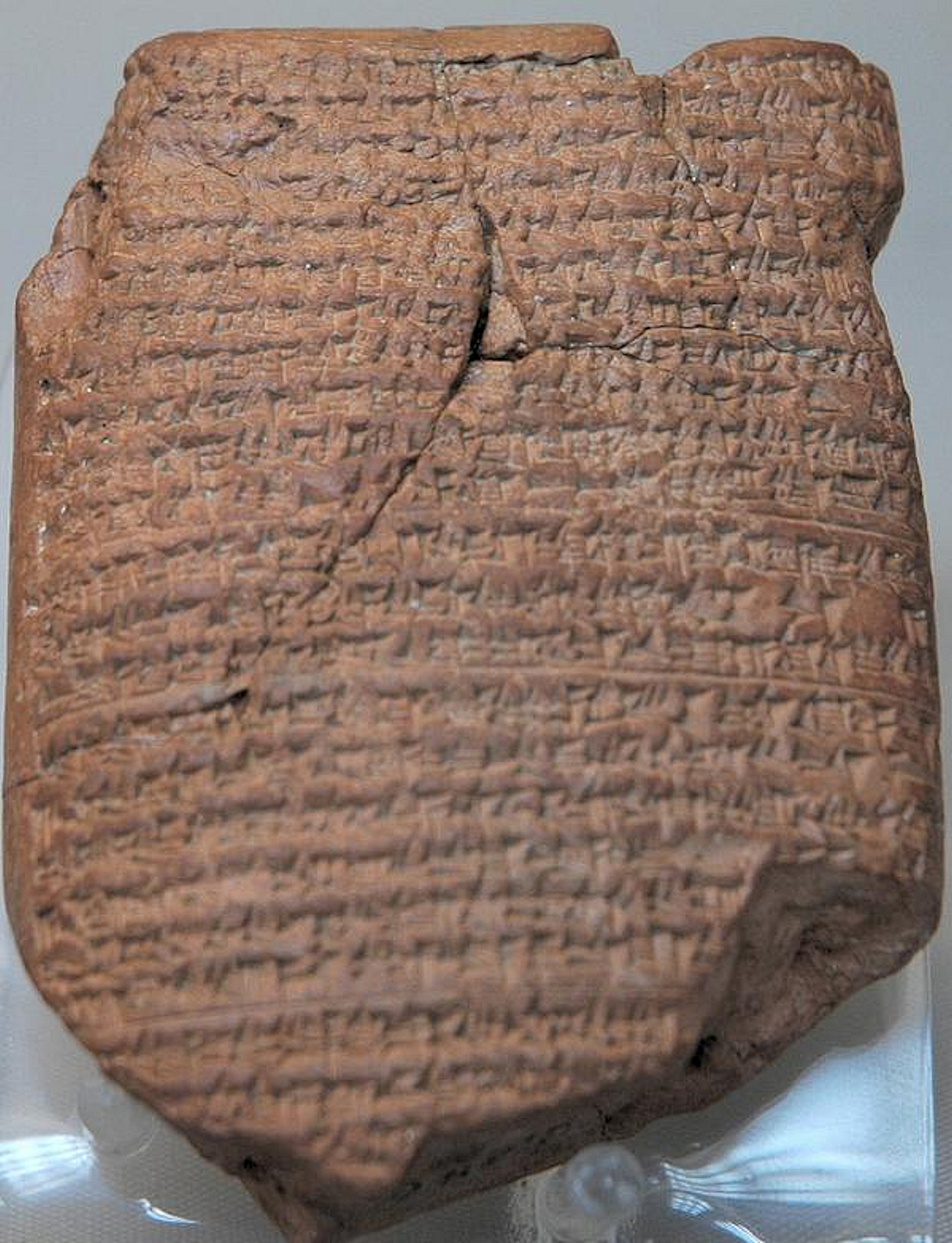
ABC 05 Early Years of Nebuchadnezzar chronicle

巴比倫編年史（Babylonian Chronicles），是一份記錄巴比倫尼亞主要歷史事件的楔形文字泥板。
巴比倫編年史橫跨從巴比倫國王那布·那西尔到安息統治時期的很長一段時間。巴比倫編年史讓后人初步了解巴比倫的古代編史。人们猜测巴比倫占星學家可能利用天文觀測日誌來對照並記錄當代大事。
目前幾乎所有泥板都保存在大英博物館。